# Kazan’in

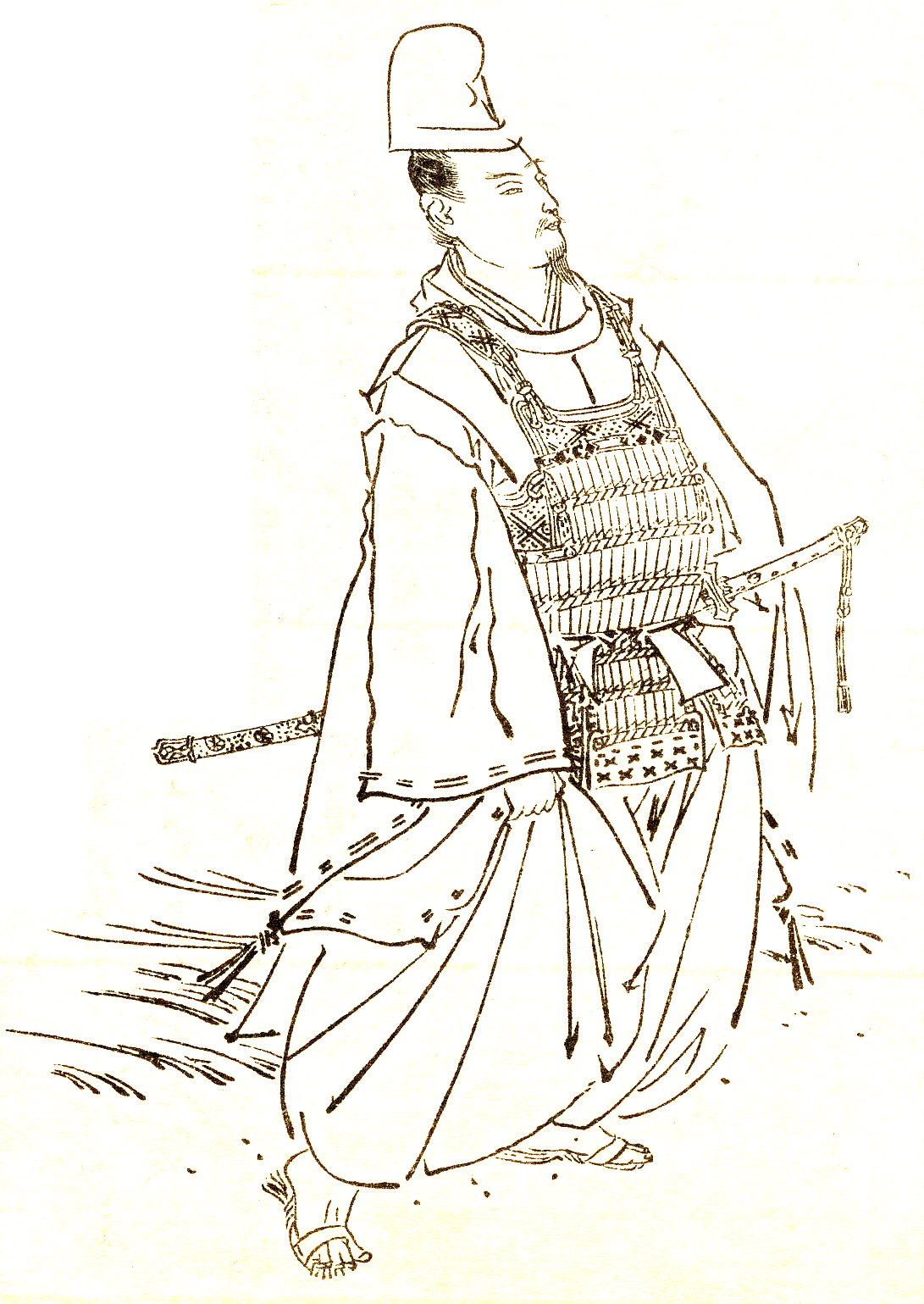
Kazan’in Morokata

Die Kazan’in (japanisch 華山院家, Kazan’in-ke) waren ein Zweig der Fujiwara, der sich von Fujiwara no Morozane (1042–1101) ableitete. Die Familie gehörte zu den sieben Seika.

## Genealogie
- Ietada (家忠; 1062–1136), Sohn des Motozane, war der Erste, der den Namen „Kazan’in“ annahm.
- Moronobu (師信)
- Morokata (師賢; 1301–1332), Sohn von Moronobu, unterstützte Kaiser Go-Daigo in seinem Kampf gegen die Hōjō. Als der Kaiser Kyōto verlassen musste, legte sich Morokata die Gewänder des Kaisers an, und während der Kaiser Schutz auf dem Berg Kasagi (笠置山) suchte, begab er sich zu den Klöstern auf dem Berg Hiei, um dort Truppen auszuheben. Festgenommen von Ausgesandten des Hōjō Takatoki wurde er in die Domäne des Chiba Sadatane (千葉貞胤; 1292–1351) in der Provinz Shimousa verbannt. Dort starb er im Jahr darauf. Nach seinem Tod wurde Morokata posthum der Titel „Sadaijin“ verliehen. Zu seinen Ehren wurde der Schrein Komikado (小御門神社) in der Provinz Shimousa errichtet.
- Iekata (家賢; 1331–1367), Morokatas Sohn, zeichnete sich ebenfalls durch seine Treue zum Südhof aus.

Nach der Meiji-Restauration erhielt der Chef des Hauses den Titel „Marquis“.